# Promiscuous (bài hát)
"Promiscuous" là một bài hát của nghệ sĩ thu âm người Canada Nelly Furtado hợp tác với rapper kiêm nhà sản xuất thu âm người Mỹ Timbaland nằm trong album phòng thu thứ ba của cô, Loose (2006). Nó được phát hành vào ngày 25 tháng 4 năm 2006 như là đĩa đơn đầu tiên trích từ album ở Hoa Kỳ và thứ hai ở những thị trường khác bởi Geffen Records và Mosley Music Group. Bài hát được đồng viết lời bởi Furtado, Timothy Clayton với những nhà sản xuất nó Timbaland và Danja, những người cũng tham gia đồng sản xuất cho hầu hết những tác phẩm từ Loose, bên cạnh sự tham gia đồng sản xuất từ Jim Beanz. "Promiscuous" là một bản dance-pop kết hợp với những yếu tố từ hip hop và R&B mang nội dung đề cập đến một cuộc đối thoại mang tính chất tán tỉnh giữa một người đàn ông và một người phụ nữ có cảm tình với nhau ngay từ lần gặp đầu tiên, trong đó họ đều cho rằng đối phương là người lăng nhăng và muốn thử thách sự trung thực của người còn lại.
Sau khi phát hành, "Promiscuous" nhận được những phản ứng tích cực từ các nhà phê bình âm nhạc, trong đó họ đánh giá cao giai điệu bắt tai, sự tham gia góp giọng của Timbaland và quá trình sản xuất nó. Ngoài ra, bài hát còn gặt hái nhiều giải thưởng và để cử tại những lễ trao giải lớn, bao gồm chiến thắng tại giải thưởng âm nhạc Billboard năm 2006 cho Đĩa đơn Pop xuất sắc nhất năm và một đề cử giải Grammy cho Trình diễn song tấu hoặc nhóm nhạc giọng pop xuất sắc nhất tại lễ trao giải thường niên lần thứ 49. "Promiscuous" cũng tiếp nhận những thành công vượt trội về mặt thương mại, đứng đầu các bảng xếp hạng ở Canada và New Zealand, đồng thời lọt vào top 10 ở hầu hết những quốc gia bài hát xuất hiện, bao gồm vươn đến top 5 ở những thị trường lớn như Úc, Phần Lan, Hungary, Ireland, Na Uy và Vương quốc Anh. Tại Hoa Kỳ, nó đạt vị trí số một trên bảng xếp hạng Billboard Hot 100 trong sáu tuần liên tiếp, trở thành đĩa đơn quán quân đầu tiên của Furtado và Timbaland tại đây.
Video ca nhạc cho "Promiscuous" được đạo diễn bởi Little X với sự tham gia góp mặt đặc biệt của Keri Hilson, Bria Myles, Sean Faris và Justin Timberlake, trong đó bao gồm những cảnh Furtado và Timbaland hát và tán tỉnh ở nhiều địa điểm khác nhau, như ở một câu lạc bộ và khi đang nói chuyện với nhau bằng điện thoại. Nó đã nhận được hai đề cử tại giải Video âm nhạc của MTV năm 2006 cho Video xuất sắc nhất của nữ ca sĩ, Video Pop xuất sắc nhất và Video Dance xuất sắc nhất. Để quảng bá bài hát, nữ ca sĩ đã trình diễn "Promiscuous" trên nhiều chương trình truyền hình và lễ trao giải lớn (thỉnh thoảng có sự tham gia của Timbaland), bao gồm Saturday Night Live, So You Think You Can Dance, Top of the Pops, Today, giải Sự lựa chọn của Giới trẻ năm 2006 và giải Video của MuchMusic năm 2006, cũng như trong nhiều chuyến lưu diễn của cô. Kể từ khi phát hành, nó đã xuất hiện trong một số tác phẩm điện ảnh và truyền hình, như EastEnders, Epic Movie và Gossip Girl.

## Danh sách bài hát
- Đĩa CD tại châu Âu và Anh quốc[1]

1. "Promiscuous" (radio chỉnh sửa) — 3:40
2. "Crazy" (Radio 1 Live Lounge Session) — 3:24

- Đĩa 12" tại châu Âu và Anh quốc[2]

1. "Promiscuous" (radio chỉnh sửa) — 3:40
2. "Promiscuous" (Crossroads Vegas phối) — 3:53
3. "Promiscuous" (The Josh Desi phối lại) — 4:28
4. "Promiscuous" (không lời) — 4:03

- Đĩa 12" tại Hoa Kỳ[3]

1. "Promiscuous" (radio chỉnh sửa) — 3:40
2. "Promiscuous" (bản album) — 4:03
3. "Promiscuous" (không lời) — 4:03

## Xếp hạng
| Bảng xếp hạng (2006-07)                   | Vị trí cao nhất |
| ----------------------------------------- | --------------- |
| Úc (ARIA)                                 | 2               |
| Áo (Ö3 Austria Top 40)                    | 12              |
| Bỉ (Ultratop 50 Flanders)                 | 6               |
| Bỉ (Ultratop 50 Wallonia)                 | 8               |
| Canada (Canadian Singles Chart)           | 1               |
| Cộng hòa Séc (Rádio Top 100)              | 6               |
| Châu Âu (European Hot 100 Singles)        | 5               |
| Phần Lan (Suomen virallinen lista)        | 4               |
| Pháp (SNEP)                               | 15              |
| Đức (Official German Charts)              | 6               |
| Hungary (Rádiós Top 40)                   | 4               |
| Hungary (Dance Top 40)                    | 21              |
| Ireland (IRMA)                            | 5               |
| Ý (FIMI)                                  | 8               |
| Hà Lan (Dutch Top 40)                     | 9               |
| Hà Lan (Single Top 100)                   | 13              |
| New Zealand (Recorded Music NZ)           | 1               |
| Na Uy (VG-lista)                          | 3               |
| Scotland (OCC)                            | 5               |
| Slovakia (Rádio Top 100)                  | 2               |
| Thụy Điển (Sverigetopplistan)             | 16              |
| Thụy Sĩ (Schweizer Hitparade)             | 6               |
| Anh Quốc (OCC)                            | 3               |
| Hoa Kỳ Billboard Hot 100                  | 1               |
| Hoa Kỳ Adult Pop Airplay (Billboard)      | 27              |
| Hoa Kỳ Dance Club Songs (Billboard)       | 1               |
| Hoa Kỳ Dance/Mix Show Airplay (Billboard) | 2               |
| Hoa Kỳ Hot R&B/Hip-Hop Songs (Billboard)  | 22              |
| Hoa Kỳ Pop Airplay (Billboard)            | 1               |
| Hoa Kỳ Rhythmic (Billboard)               | 7               |

| Bảng xếp hạng (2006)                      | Vị trí |
| ----------------------------------------- | ------ |
| Australia (ARIA)                          | 10     |
| Australia Urban (ARIA)                    | 2      |
| Belgium (Ultratop 50 Flanders)            | 53     |
| Belgium (Ultratop 40 Wallonia)            | 52     |
| Europe (European Hot 100 Singles)         | 14     |
| Germany (Official German Charts)          | 35     |
| Hungary (Rádiós Top 40)                   | 69     |
| Italy (FIMI)                              | 54     |
| Netherlands (Dutch Top 40)                | 48     |
| Netherlands (Single Top 100)              | 69     |
| New Zealand (Recorded Music NZ)           | 6      |
| Switzerland (Schweizer Hitparade)         | 48     |
| UK Singles (Official Charts Company)      | 38     |
| US Billboard Hot 100                      | 3      |
| US Hot Dance Club Songs (Billboard)       | 12     |
| US Hot Dance/Mix Show Airplay (Billboard) | 8      |
| US Pop Songs (Billboard)                  | 1      |
| US Rhythmic (Billboard)                   | 12     |
| Bảng xếp hạng (2007)                      | Vị trí |
| Australia Urban (ARIA)                    | 49     |

| Bảng xếp hạng (2000-09)  | Vị trí |
| ------------------------ | ------ |
| US Billboard Hot 100     | 44     |
| US Pop Songs (Billboard) | 24     |

| Bảng xếp hạng                | Vị trí |
| ---------------------------- | ------ |
| US Billboard Hot 100         | 309    |
| US Billboard Hot 100 (Women) | 95     |
| US Pop Songs (Billboard)     | 69     |

## Chứng nhận
| Quốc gia | Chứng nhận  | Số đơn vị/doanh số chứng nhận |
| --- | ----------- | ----------------------------- |
| Úc (ARIA) | Bạch kim    | 70.000^                       |
| Bỉ (BEA) | Vàng        | 25.000*                       |
| Canada (Music Canada) | 3× Bạch kim | 120.000*                      |
| Đan Mạch (IFPI Đan Mạch) | Bạch kim    | 8.000^                        |
| Pháp (SNEP) | —           | 45,100                        |
| Đức (BVMI) | Vàng        | 250.000‡                      |
| New Zealand (RMNZ) | Vàng        | 5.000*                        |
| Anh Quốc (BPI) | Vàng        | 400.000‡                      |
| Hoa Kỳ (RIAA) | Bạch kim    | 2,909,000                     |
| Nhạc chuông |             |                               |
| Canada (Music Canada) Nhạc chuông | 3× Bạch kim | 30.000^                       |
| * Chứng nhận dựa theo doanh số tiêu thụ. ^ Chứng nhận dựa theo doanh số nhập hàng. ‡ Chứng nhận dựa theo doanh số tiêu thụ và phát trực tuyến. |             |                               |